# Charles Spurgeon
Charles Haddon Spurgeon (Kelvedon, Reino Unido, 19 de junio de 1834 - Menton, Francia, 31 de enero de 1892) fue un teólogo, predicador, misionero, erudito bíblico, escritor y pastor bautista inglés, conocido porque, según la Internet Christian Library (ICLnet), a lo largo de su vida evangelizó a alrededor de 10 millones de personas y a menudo predicaba 10 veces a la semana en distintos lugares. Sus sermones han sido traducidos a varios idiomas y es conocido como el «Príncipe de los Predicadores».
Spurgeon sigue siendo muy influyente en varias denominaciones cristianas como las iglesias reformadas, el calvinismo, las iglesias bautistas, los bautistas reformados entre otras siendo conocido como el «Príncipe de los Predicadores». Fue una figura fuerte en la tradición bautista reformada, defendiendo la Confesión Bautista de Fe de 1689 y oponiéndose a las tendencias teológicas liberales y pragmáticas en la Iglesia de su época.
Spurgeon fue pastor de la Iglesia Bautista de Londres denominada Tabernáculo Metropolitano, durante 38 años. Fue parte de numerosas controversias con la Unión Bautista de Gran Bretaña y luego debió abandonar su título religioso. Durante su vida, Spurgeon sufrió diversos malestares físicos. Sin embargo, en 1857, fundó una organización de caridad llamada Spurgeon's, la cual trabaja a lo largo de todo el mundo. También fundó el Spurgeon's College, que recibió su nombre póstumamente.
Spurgeon fue autor de sermones, una autobiografía, comentarios, libros de oración, devocionales, revistas, poesía e himnos. Se transcribieron muchos sermones mientras hablaba y se tradujeron a muchos idiomas durante su vida. Se dice que produjo sermones poderosos de pensamiento penetrante y exposición precisa que hicieron que muchos seguidores de cristo tuvieran dudas de su Fe. Se dice que sus habilidades de oratoria mantuvieron hechizados a sus oyentes en el Tabernáculo Metropolitano y muchos cristianos tienen sus escritos en una estima excepcional entre la literatura devocional.
Tanto su abuelo, James Spurgeon, como su padre John Spurgeon fueron pastores puritanos, por lo que creció en un hogar de principios cristianos. Sin embargo no fue sino hasta que tuvo 15 años en enero de 1850 cuando hizo profesión de fe en una Iglesia metodista.

## Biografía

### Primeros años
Charles Haddon Spurgeon nació en Kelvedon,en el condado inglés de Essex, Reino Unido, el 19 de junio de 1834 y fue el hijo mayor de Eliza Jarvis y John Spurgeon. Su madre, Eliza, nació en las proximidades de Belchamp Otten, el 3 de mayo de 1815 y tenía alrededor de 19 años cuando Charles nació. Su padre, John, nació en Clare, Suffolk, el 15 de julio de 1810 y tenía alrededor de 24 años cuando nació su primer hijo. El matrimonio engendró 17 hijos, pero 9 de ellos murieron cuando eran bebés.
Spurgeon se mudó a Colchester a los 10 meses de edad. A la edad de seis años, Spurgeon leyó El progreso del peregrino de John Bunyan y a lo largo de su vida lo leyó unas 100 veces más. Además, Spurgeon se destacó en matemática y solía leer las Escrituras durante el culto familiar. Memorizó muchos himnos en su niñez, los cuales usaría luego en sus sermones.

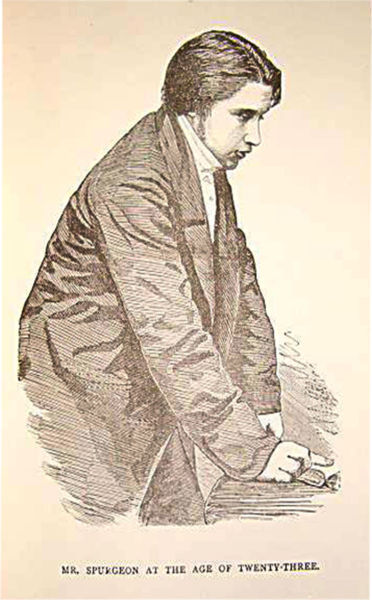
Spurgeon a los 23 años.

Como un joven adolescente, Spurgeon era muy inteligente, pero también temeroso e inseguro. Bajo la influencia de su padre y su abuelo, se le impidió cometer la mayoría de los pecados más comunes. Cuando era niño pensaba que era una buena persona, pero años después dijo: «día y noche, la mano de Dios pesaba sobre mí». Leyó la Biblia por entero, pero sintió que sus escritos lo estaban amenazando en vez de prometerle algo bueno. A medida que se hacía mayor estos detalles pesaban en su consciencia.
Spurgeon típicamente leía 6 libros por semana, y podía recordar lo que había leído y la fuente aún años después. Tenía gran destreza en el dibujo; y muy a menudo se le veía leyendo.
El 6 de enero de 1850, cuando tenía 15 años, se levantó para ir a su iglesia, pero debido a una tormenta de nieve no pudo llegar a ella. En vez de eso, se refugió en una antigua capilla metodista en Colchester. El pastor de la iglesia no llegó al servicio porque estaba enfermo. Entonces uno de los feligreses laicos fue al púlpito y empezó a predicar. Predicó sobre Isaías 45:22 diciendo: «Mirad a mí, y sed salvos, todos los términos de la tierra, porque yo soy Dios, y no hay más». Luego, según las palabras de Spurgeon, agregó, dirigiéndose hacia él: «joven, pareces miserable. Y siempre serás miserable en la vida y miserable en la muerte si no obedeces el texto; pero si lo obedeces ahora, en este momento serás salvo».
Spurgeon sabía que era miserable, y en ese momento creyó que solo Dios podía salvarlo. El predicador, viendo su necesidad, le respondió: «Joven mira a Cristo Jesús, ¡Míralo!, ¡Míralo!, ¡Míralo! No tienes otra cosa qué hacer sino mirarlo y vivir». El joven Spurgeon comentó: «Así como con la serpiente de bronce que fue levantada, la gente miraba y era sanada, así fue conmigo» (Números 21:9). En sólo un momento, Spurgeon se convirtió al cristianismo o, como él dijo: «Dios abrió su corazón al mensaje de salvación». Luego también añadió: «pensé que podría bailar todo el camino hacia mi casa».
Más tarde, ese mismo año, el 4 de abril de 1850, fue admitido en la iglesia de Newmarket. El 3 de mayo de 1850, fue bautizado en River Lark, Isleham. Más tarde ese año, su familia se trasladó a Cambridge, donde más tarde se convirtió en maestro de escuela dominical. Spurgeon predicó su primer sermón en el invierno de 1850-1851, cuando contaba con 16 años en una cabaña en Teversham mientras reemplazaba a un amigo. Desde el comienzo del ministerio de Spurgeon, se consideró que su estilo y habilidad estaban muy por encima del promedio. En el mismo año, fue instalado como pastor de la pequeña iglesia bautista en Waterbeach, Cambridgeshire, En ese momento sus sermones fueron bien aceptados y ahí fue en donde publicó su primera obra literaria, un tratado del Evangelio escrito en 1853.

### Nueva capilla de Park Street

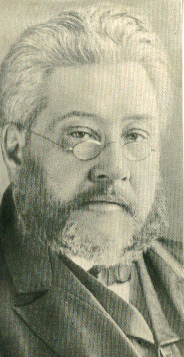
Spurgeon más tarde en la vida.

En abril de 1854, después de predicar tres meses a prueba y solo cuatro años después de su conversión, Spurgeon, que entonces solo tenía 19 años, fue llamado al pastorado en una capilla en donde predicaria hasta su muerte se trataba de la famosa capilla New Park Street en el Municipio de Southwark (Londres), (anteriormente pastoreada por los bautistas reformados Benjamin Keach, el teólogo John Gill y John Rippon). Esta era la congregación bautista más grande de Londres en ese momento, aunque había disminuido en número durante varios años. Spurgeon encontró amigos en Londres entre sus compañeros pastores, como William Garrett Lewis de Westbourne Grove Church, un hombre mayor que junto con Spurgeon fundaron la Asociación Bautista de Londres.
En 1856 fundó un colegio bíblico, Pastors' College (ahora Colegio Spurgeon) en South Norwood Hill, Londres.
A los pocos meses de la llegada de Spurgeon a Park Street, su habilidad como predicador lo hizo famoso. Al año siguiente se publicó el primero de sus sermones en el "Púlpito de New Park Street". Los sermones de Spurgeon se publicaban en forma impresa todas las semanas y tenían una gran circulación.Se hizo muy famoso e incluso antes de cumplir 20 años había predicado cerca de 600 veces. En el momento de su muerte en 1892, había predicado cerca de 3.600 sermones y publicado 49 volúmenes de comentarios, dichos, anécdotas, ilustraciones y devociones.
Inmediatamente después de su fama hubo críticas. El primer ataque en la prensa apareció en la Vasija de barro en enero de 1855. Su predicación, aunque no revolucionaria en esencia, fue un llamamiento directo y llano a la gente, usando la Biblia para incitarlos a considerar las enseñanzas de Jesucristo. Los ataques críticos de los medios persistieron durante toda su vida. Mientras Spurgeon se encontraba en New Park Street, inició su amistad con el misionero James Hudson Taylor, quien inició la China Inland Mission. La congregación superó rápidamente su edificio y se trasladó a Exeter Hall, luego a Surrey Music Hall y más tarde al Tabernáculo Metropolitano. En estos lugares, Spurgeon predicó con frecuencia a audiencias de más de 10,000 al mismo tiempo. Incluso antes de que el micrófono fuera inventado, él predicó a una audiencia de casi 24.000 personas en The Crystal Palace. A los 22 años, Spurgeon era el predicador más popular de la época.
El 8 de enero de 1856, Spurgeon se casó con Susannah, hija de Robert Thompson de Falcon Square, Londres, con quien tuvo hijos gemelos, Charles y Thomas, nacidos el 20 de septiembre de 1857. Al final de ese año, la tragedia golpeó el 19 de octubre de 1856, como Spurgeon estaba predicando en el Surrey Gardens Music Hall por primera vez. Alguien de la multitud gritó: "¡Fuego!" El pánico y la estampida que siguieron dejaron varios muertos. Spurgeon estaba emocionalmente devastado por el evento y tuvo una influencia aleccionadora en su vida. Durante muchos años habló de sentirse conmovido hasta las lágrimas sin ninguna razón que él mismo conocía.

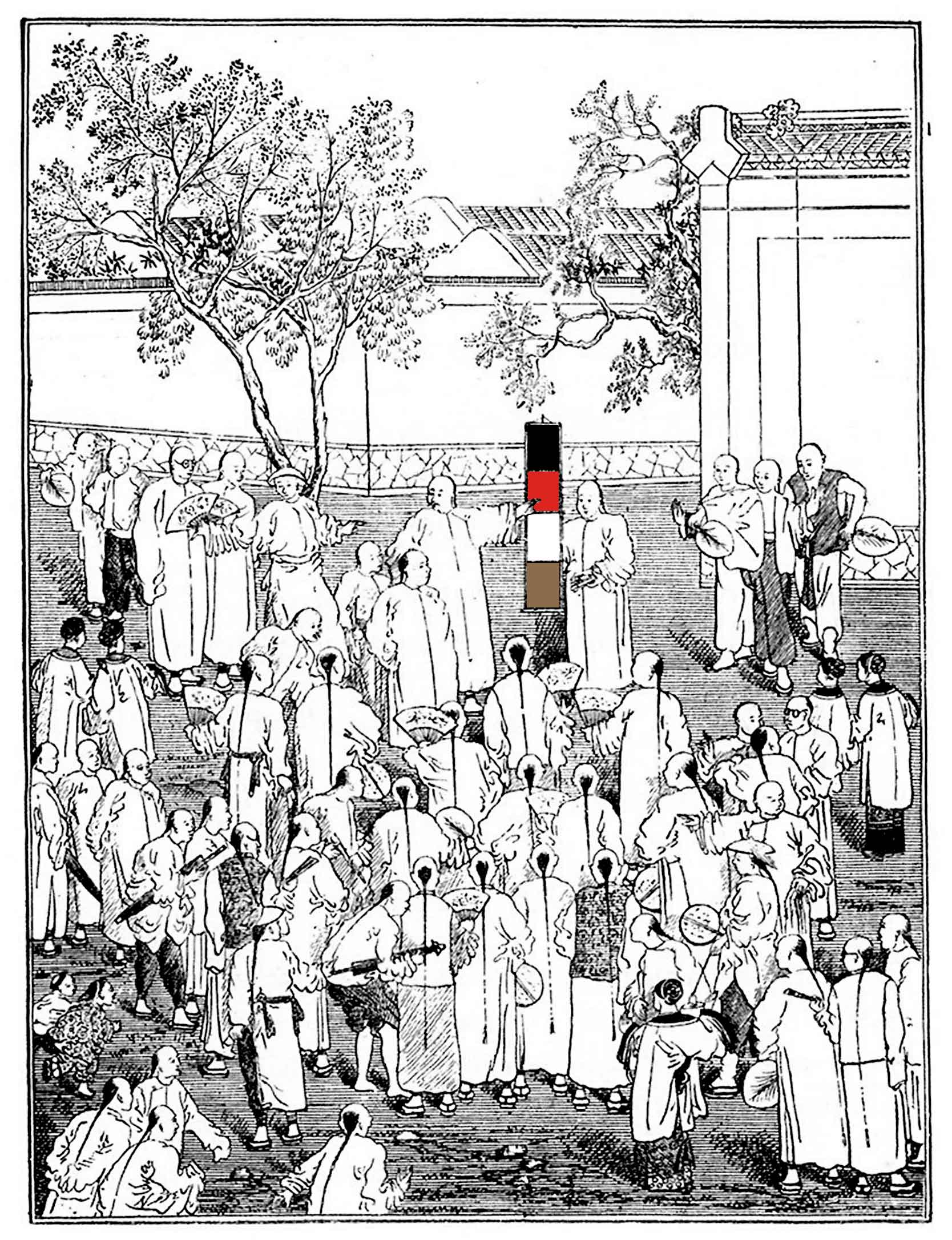
Predicación misionera en China usando El libro sin palabras

Walter Thornbury escribió más tarde en "Old and New London" (1897) describiendo una reunión posterior en Surrey:
Una congregación que consta de 10,000 almas, entrando en el salón, subiendo las galerías, tarareando, zumbando y enjambrando - una poderosa colmena de abejas - ansiosas por asegurar al principio los mejores lugares y, finalmente, cualquier lugar en absoluto. Después de esperar más de media hora, porque si desea tener un asiento debe estar allí al menos ese espacio de tiempo antes ... El Sr. Spurgeon subió a su tribuna. Al zumbido, la prisa y el pisoteo de los hombres, sucedió un estremecimiento bajo y concentrado y un murmullo de devoción, que pareció correr a la vez, como una corriente eléctrica, a través del pecho de todos los presentes, y por esta cadena magnética que el predicador sostenía. nos dirigimos rápido durante unas dos horas. No es mi propósito hacer un resumen de su discurso. Baste decir de su voz, que su potencia y volumen son suficientes para llegar a todos en esa vasta asamblea; de su lenguaje que no es ni lujoso ni hogareño; de su estilo, que a veces es familiar, a veces declamatorio, pero siempre alegre y muchas veces elocuente; de su doctrina, que ni el 'calvinista' ni el 'bautista' aparecen en la vanguardia de la batalla que libra el Sr. Spurgeon con implacable animosidad, y con armas del Evangelio, contra la irreligión, la hipocresía, el orgullo y esos secretos pecados del seno que tan fácilmente acosan a un hombre en la vida diaria; y para resumir todo en una palabra, basta decir, del hombre mismo, que os impresiona con una perfecta convicción de su sinceridad.

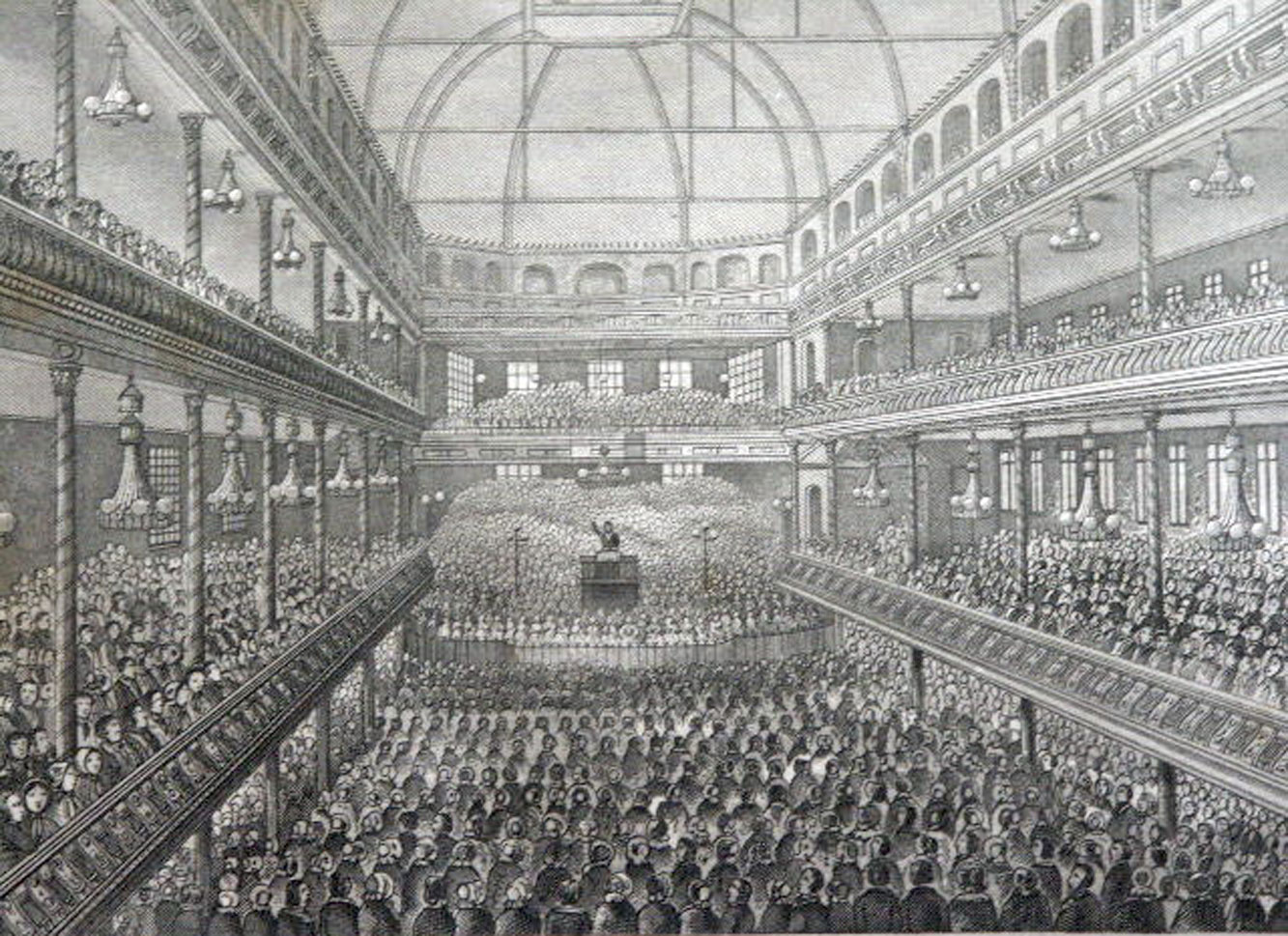
Spurgeon predicando en el Surrey Music Hall alrededor de 1858.

El trabajo de Spurgeon continuó. En el día de ayuno, el 7 de octubre de 1857, predicó a la multitud más grande de la historia, 23.654 personas, en el Crystal Palace de Londres. Spurgeon señaló:
En 1857, uno o dos días antes de predicar en el Crystal Palace, fui a decidir dónde debía colocarse la plataforma; y, para probar las propiedades acústicas del edificio, clamó en voz alta: "He aquí el Cordero de Dios, que quita el pecado del mundo". En una de las galerías, un trabajador, que no sabía nada de lo que se estaba haciendo, escuchó las palabras y le llegaron como un mensaje del cielo a su alma. Fue herido por la convicción a causa del pecado, dejó sus herramientas, se fue a casa y allí, después de una temporada de lucha espiritual, encontró paz y vida al contemplar al Cordero de Dios. Años después, le contó esta historia a alguien que lo visitó en su lecho de muerte.

### Tabernáculo Metropolitano

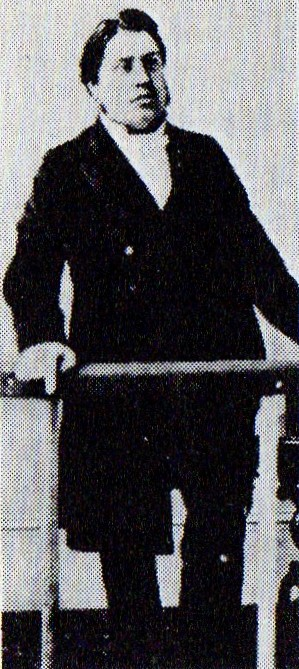
Spurgeon predicando en el Tabenaculo Metropolitano

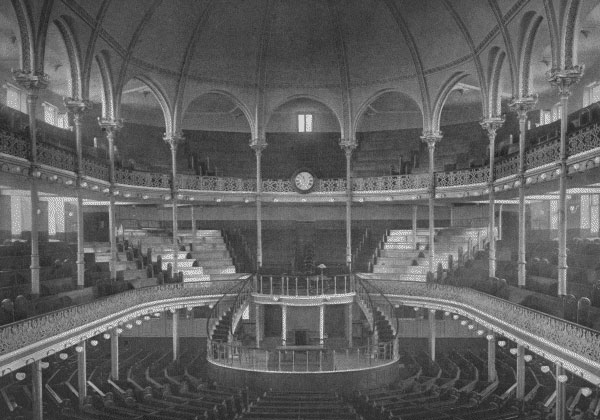
Interior del Tabernáculo Metropolitano, 5.500 asientos

El 18 de marzo de 1861, la congregación se mudó permanentemente al Tabernáculo Metropolitano recién construido en Elephant and Castle, Southwark, con capacidad para 5,000 personas y espacio para otras 1,000 de pie. El Tabernáculo Metropolitano fue el edificio de la iglesia más grande de su época. Spurgeon continuó predicando allí varias veces por semana hasta su muerte 31 años después. Nunca hizo llamamientos al altar al final de sus sermones, pero siempre extendió la invitación de que si alguien se sentía motivado a buscar interés en Cristo por su predicación un domingo, podía reunirse con él en su sacristía el lunes por la mañana. Sin falta, siempre había alguien en su puerta al día siguiente.

Escribió sus sermones completamente antes de predicar, pero lo que llevó al púlpito fue una tarjeta de notas con un bosquejo. Los taquígrafos anotarían el sermón a medida que se pronunciaba y Spurgeon tendría la oportunidad de hacer revisiones a las transcripciones al día siguiente para su publicación inmediata. Sus sermones semanales, que se vendieron por un centavo cada uno, circularon ampliamente y siguen siendo una de las series de escritos más vendidos de todos los tiempos publicados en la historia.
Propondría que el tema del ministerio de esta casa, mientras esta plataforma permanezca en pie, y mientras esta casa sea frecuentada por adoradores, sea la persona de Jesucristo. Nunca me avergüenzo de declararme calvinista, aunque afirmo ser más calvinista según Calvino, que a la moderna y degradada moda. No dudo en tomar el nombre de Bautista. Allí tiene (señalando el baptisterio) evidencia sustancial de que no me avergüenzo de esa ordenanza de nuestro Señor Jesucristo; pero si me piden que diga cuál es mi credo, creo que debo responder: "Es Jesucristo". Mi venerable predecesor, el Dr. Gill, ha dejado un cuerpo de divinidad admirable y excelente a su manera; pero el cuerpo de la divinidad al que me inmovilizaría y ataría para siempre, Dios ayudándome, no es su sistema de divinidad ni ningún otro tratado humano, sino Cristo Jesús, que es la suma y sustancia del evangelio; quien es en sí mismo toda la teología, la encarnación de cada verdad preciosa, la encarnación personal gloriosa del camino, la verdad y la vida. - El núcleo del primer sermón de Spurgeon en el Tabernáculo.
Además de los sermones, Spurgeon también escribió varios himnos y publicó una nueva colección de canciones de adoración en 1866 llamada "Nuestro propio libro de himnos". Era principalmente una compilación de los Salmos e Himnos de Isaac Watts que habían sido seleccionados originalmente por John Rippon, un predecesor bautista de Spurgeon. Cantar en la congregación era exclusivamente a capela bajo su pastorado. Miles escucharon la predicación y fueron guiados en el canto sin ninguna amplificación de sonido que existe hoy. Los himnos eran un tema que se tomaba en serio. Mientras Spurgeon todavía predicaba en New Park Street, se publicó un libro de himnos llamado "The Rivulet". Spurgeon despertó controversia debido a su crítica de su teología, que era en gran parte deísta.. Al final de su revisión, Spurgeon advirtió:
Pronto tendremos que manejar la verdad, no con guantes de cabrito, sino con guanteletes, los guanteletes de la valentía y la integridad santas. Adelante, guerreros de la cruz, porque el Rey está a la cabeza de ustedes.
El 5 de junio de 1862, Spurgeon desafió a la Iglesia de Inglaterra cuando predicó en contra de la regeneración bautismal. Sin embargo, Spurgeon también enseñó a través de líneas denominacionales: por ejemplo, en 1877 fue el predicador en la inauguración de un nuevo edificio de la iglesia Free Church of Scotland en Dingwall. Fue durante este período en el nuevo Tabernáculo que Spurgeon encontró un amigo en James Hudson Taylor, el fundador de la misión interdenominacional China Inland Mission. Spurgeon apoyó financieramente el trabajo de la misión y dirigió a muchos candidatos a misioneros a solicitar el servicio con Taylor. También ayudó en el trabajo de evangelización transcultural al promover "El libro sin palabras ", una herramienta de enseñanza que describió en un mensaje dado el 11 de enero de 1866, sobre el Salmo 51: 7:" Lávame, y seré más blanco que la nieve ". El libro se ha utilizado y se sigue utilizando para enseñar a la gente sin habilidades lectoras y personas de otras culturas e idiomas - jóvenes y mayores - alrededor del mundo sobre el mensaje del Evangelio.

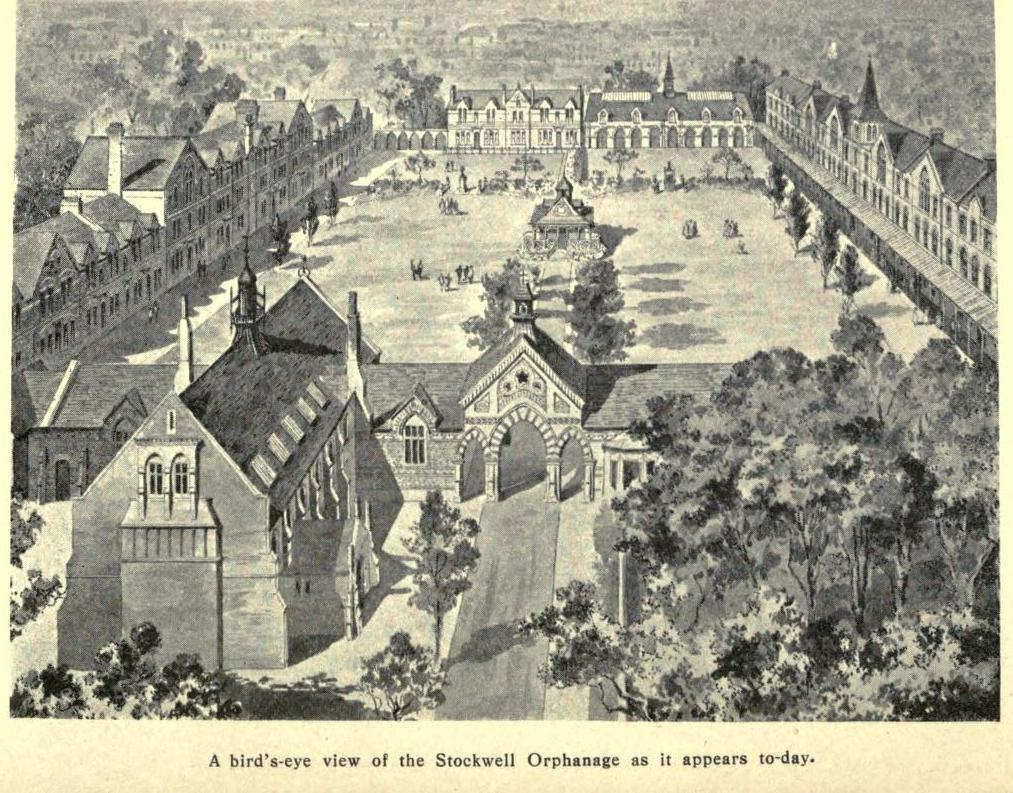
Orfanato Stockwell

Siguiendo el ejemplo de George Müller, Spurgeon fundó el Orfanato Stockwell, que abrió para niños en 1867 y para niñas en 1879, y que continuó en Londres hasta que fue bombardeado en la Segunda Guerra Mundial. El orfanato se convirtió en el cuidado infantil de Spurgeon, que todavía existe en la actualidad. A la muerte del misionero David Livingstone en 1873, una copia descolorida y muy usada de uno de los sermones impresos de Spurgeon, "Accidentes, no castigos", fue encontrado entre sus pocas posesiones mucho más tarde, junto con el comentario escrito a mano en la parte superior de la primera página: "Muy bien, DL". Lo había llevado consigo durante sus viajes por África. Fue enviado a Spurgeon y atesorado por él.

### Controversia de degradación

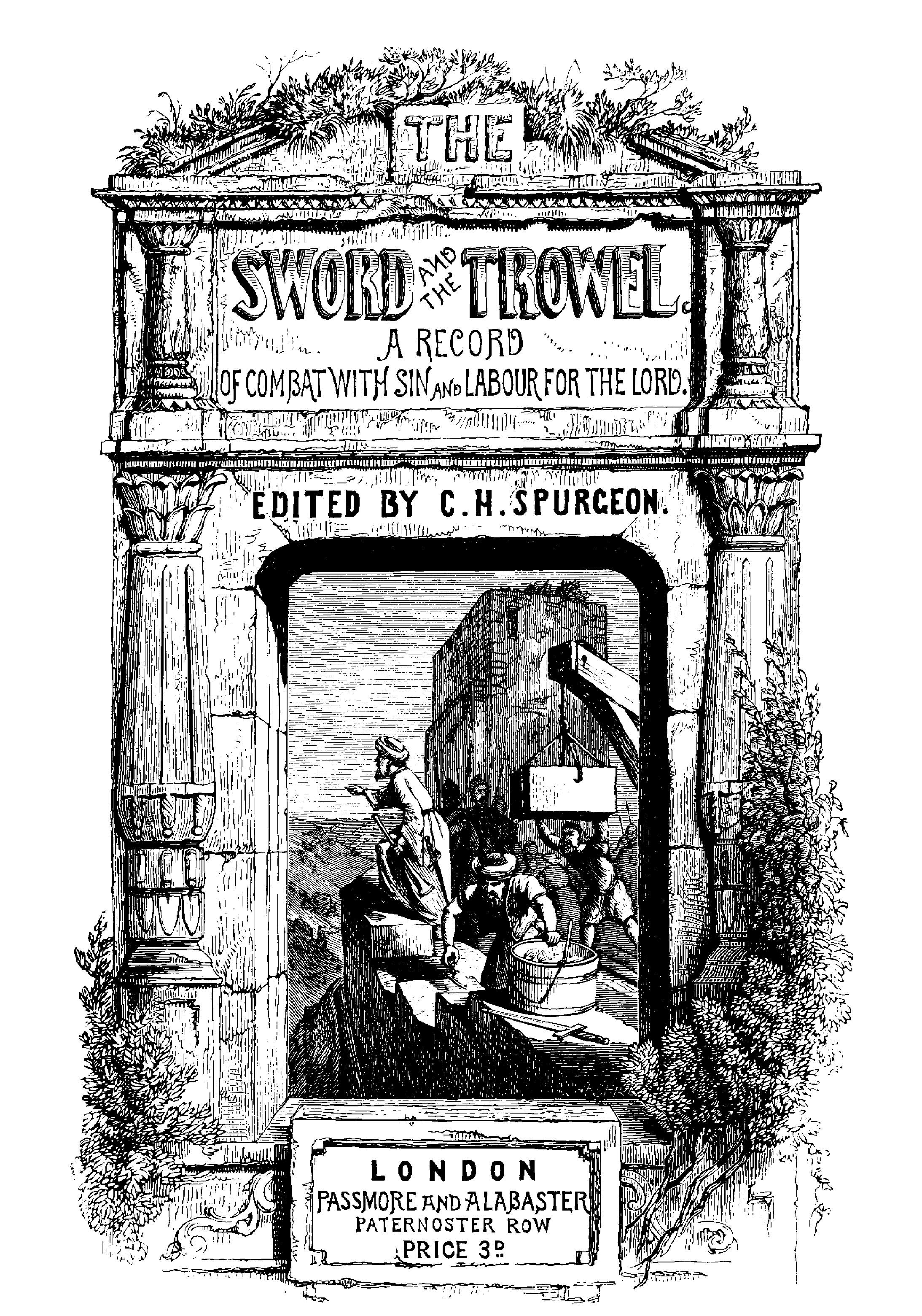
Portada original de The Sword & the Trowel

Una controversia entre los Bautistas estalló en 1887 con el primer artículo de Spurgeon "Down-grade", publicado en The Sword & the Trowel. En la subsiguiente "Controversia de degradación", el Tabernáculo Metropolitano se desafilió de la Unión Bautista, lo que convirtió a la congregación de Spurgeon en la iglesia autónoma más grande del mundo. Spurgeon enmarcó la controversia de esta manera:
Los creyentes en la expiación de Cristo están ahora en unión declarada con aquellos que la toman a la ligera; los creyentes en la Sagrada Escritura están en confederación con aquellos que niegan la inspiración plenaria; los que sostienen la doctrina evangélica están en alianza abierta con los que llaman a la caída una fábula, que niegan la personalidad del Espíritu Santo, que llaman inmoral a la justificación por la fe, y sostienen que hay otro tiempo de gracia después de la muerte ... Es nuestra solemne convicción de que no debe haber ninguna pretensión de compañerismo. La comunión con el error conocido y vital es participación en el pecado.
La Controversia tomó su nombre del uso de Spurgeon del término "degradación" para describir la perspectiva de otros bautistas hacia la Biblia (es decir, habían "degradado" la Biblia y el principio de sola scriptura ). Spurgeon alegó que un avance progresivo de la hipótesis de Graf-Wellhausen, la teoría de la evolución de Charles Darwin y otros conceptos estaban debilitando la Unión Bautista. Spurgeon denunció enfáticamente la doctrina que resultó:
Ciertamente, la Nueva Teología no puede hacer ningún bien a Dios ni al hombre; no tiene ninguna adaptación para ello. Si fuera predicado durante mil años por todos los hombres más serios de la escuela, nunca renovaría un alma ni vencería el orgullo en un solo corazón humano.
El enfrentamiento causó división entre los bautistas y otros inconformistas, y muchos lo consideran un paradigma importante.

### Oposición a la esclavitud

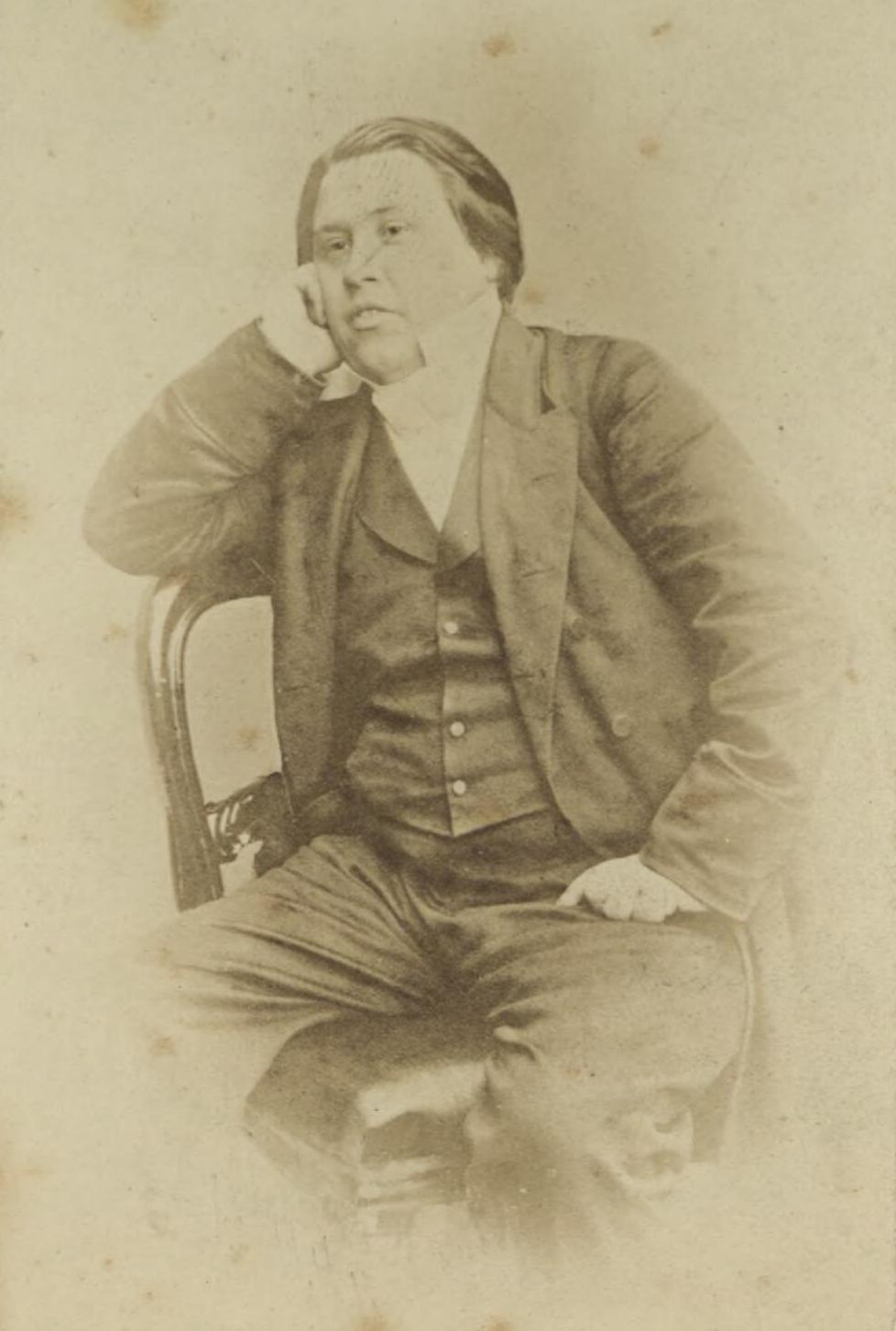
Fotografía de Spurgeonen 1870

Spurgeon se opuso firmemente a la posesión de esclavos. Perdió el apoyo de los bautistas del sur, las ventas de sus sermones cayeron y, como consecuencia, recibió decenas de cartas amenazadoras e insultantes.
No hace mucho, nuestra nación toleraba la esclavitud en nuestras colonias. Los filántropos se esforzaron por destruir la esclavitud; pero ¿cuándo fue completamente abolido? Fue cuando Wilberforce despertó a la iglesia de Dios, y cuando la iglesia de Dios se dirigió al conflicto, rompió en pedazos la maldad. Me ha divertido lo que dijo Wilberforce el día después de que aprobaron la Ley de Emancipación. Alegremente le dijo a un amigo cuando todo estuvo hecho: "¿No hay algo más que podamos abolir?" Eso se dijo en broma, pero muestra el espíritu de la iglesia de Dios. Vive en conflicto y victoria; su misión es destruir todo lo que está mal en la tierra. The Best Warcry, 4 de marzo de 1883 ' 
En una carta al Christian Watchman and Reflector (Boston), Spurgeon declaró:
Desde lo más íntimo de mi alma detesto la esclavitud... y aunque me comunico en la mesa del Señor con hombres de todos los credos, con un esclavista no tengo comunión de ningún tipo. Siempre que [un dueño de esclavos] me ha visitado, he considerado que es mi deber expresar mi aborrecimiento por su maldad, y pronto pensaría en recibir a un asesino en mi iglesia... como un ladrón de hombres. 

### Restauracionismo
Como otros bautistas de su tiempo, a pesar de oponerse al Dispensacionalismo, Spurgeon anticipó la restauración de los judíos para habitar la Tierra Prometida. 
Esperamos, entonces, estas dos cosas. No voy a teorizar sobre cuál de ellos vendrá primero - si serán restaurados primero y convertidos después - o convertidos primero y luego restaurados. Deben ser restaurados y ellos también deben convertirse. La restauración y conversión de los judíos. Ezequiel 37: 1-10, 16 de junio de 1864

### Años finales y muerte

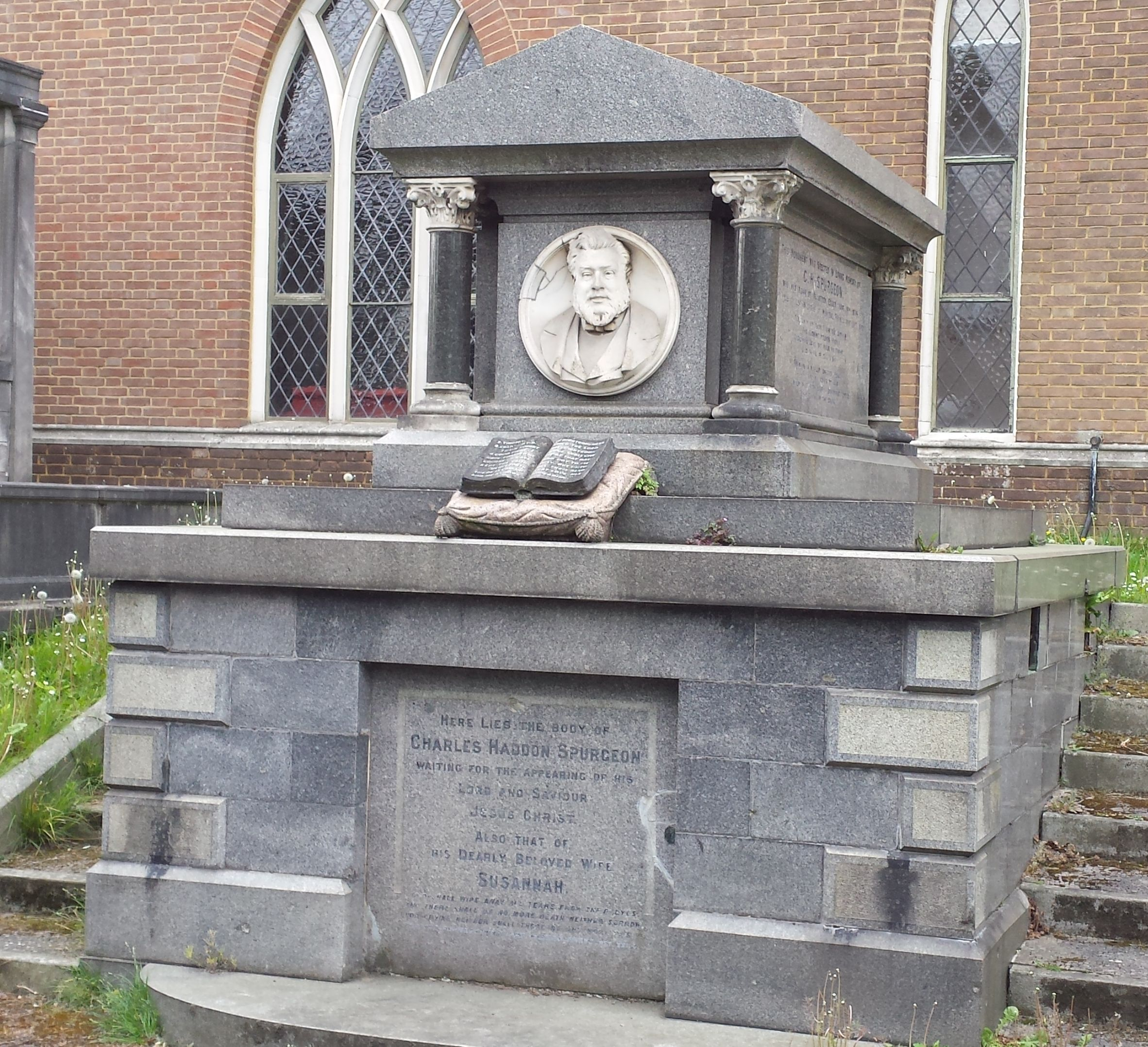
Tumba de Charles Spurgeon, cementerio de West Norwood, Londres

La esposa de Spurgeon a menudo estaba demasiado enferma para salir de casa y escucharlo predicar. Spurgeon también sufrió problemas de salud hacia el final de su vida, afectado por una combinación de reumatismo, gota y la enfermedad de Bright. A menudo se recuperaba en Menton, cerca de Niza, Francia, donde murió el 31 de enero de 1892. Disfrutaba de los puros y fumaba un "F. P Del Rio y Ca". en sus últimos días según su nieto. Spurgeon fue sobrevivido por su esposa e hijos. Sus restos fueron enterrados en el cementerio de West Norwood en Londres, donde la tumba todavía es visitada por admiradores. Su hijo Tom se convirtió en pastor del Tabernáculo Metropolitano después de la muerte de su padre.

## Biblioteca
William Jewell College en Liberty, Misuri compró la colección de la biblioteca de 5.103 volúmenes de Spurgeon por £ 500 ($ 2500) en 1906. La colección fue comprada por Midwestern Baptist Theological Seminary en Kansas City, Misuri en 2006 por $ 400,000 y se puede ver en exhibición en el Spurgeon Center en el campus de Midwestern Seminary. Una colección especial de notas de sermones y pruebas de galeras escritas a mano por Spurgeon de 1879–91 se encuentra en la Universidad de Samford en Birmingham, Alabama. Colegio de Spurgeonen Londres también tiene una pequeña cantidad de notas y pruebas. La Biblia personal de Spurgeon, con sus notas escritas a mano, se exhibe en la biblioteca del Seminario Teológico Bautista del Suroeste en Louisville, KY.

## Obras
- Cheer For Daily Life: una de las obras más raras, impresa en 1898 con solo tres copias impresas y apenas referenciada en la historia. Se puede encontrar una referencia en el catálogo-anual-estadounidense de 1898 "Cheer for Life" Trabajo raro Referenciado
- 2200 citas de los escritos de Charles H. Spurgeon
- Capaz al máximo
- De acuerdo a la promesa
- Toda la gracia: ISBN 1-60206-436-9
- Un ministerio completo
- Alrededor de la Wicket Gate
- Flechas de púas
- Autobiografía de CH Spurgeon: ISBN 0-85151-076-0
- Talonario de cheques del Banco de la Fe: ISBN 1-85792-221-2
- Encarnación de Cristo
- Venid niños
- Comentarios y comentarios
- El amanecer del avivamiento, (oración respondida rápidamente)
- Controversia hacia abajo, el
- Predicadores excéntricos
- Plumas para flechas
- Destellos de pensamiento
- Espigas entre las gavillas
- Dios te promete: ISBN 0-88368-459-4
- Un Buen comienzo
- La pelea más grande del mundo
- Adoración en el hogar y uso de la Biblia en el hogar
- Intérprete, o Escritura para el culto familiar
- Fotos de John Ploughman
- Charlas de John Ploughman
- Conferencias para mis alumnos: ISBN 0-310-32911-6
- El púlpito del Tabernáculo Metropolitano

- Milagros y Parábolas de Nuestro Señor
- Mañana y noche: ISBN 1-84550-014-8
- El púlpito de New Park Street
- Solo una reunión de oración
- Nuestro propio libro de himnos
- Imágenes del progreso del peregrino
- El poder de la oración en la vida de un creyente: ISBN 0-88368-441-1
- El poder de los predicadores y las condiciones para obtenerlo
- El Santo y su salvador
- Sermones en velas
- Sermones en días y ocasiones especiales
- Piedras lisas tomadas de Ancient Brooks - Selecciones de Thomas Brooks: ISBN 978-1-84871-113-6
- Ganador de almas, El: ISBN 1-60206-770-8
- Discursos en casa y en el extranjero
- Comentario de Spurgeon sobre los grandes capítulos de la Biblia
- Mañana y noche de Spurgeon
- Notas del sermón de Spurgeon: ISBN 0-8254-3768-7
- La Espada y la paleta
- Hablar con los agricultores
- Hasta que venga
- Las saleras (1885)
- El Tesoro de David: ISBN 0-8254-3683-4
- Nos esforzamos
- El libro sin palabras
- Palabra y espíritu: ISBN 0-85234-545-3
- Palabras de consejo
- Palabras de alegría
- Palabras de consejo

Las obras de Spurgeon se han traducido a muchos idiomas y las de Moon y Braille para ciegos. También escribió muchos volúmenes de comentarios y otros tipos de literatura. 

## Lectura adicional
Fuente de información de Charles H. Spurgeon
- Spurgeon, Charles Haddon (2010), The People's Preacher, Reino Unido: Asociación de Televisión Cristiana.
- Spurgeon, Charles Haddon (2020), [Un ministerio completo], EE. UU..
- Spurgeon, Charles Haddon (1995), Carter, Tom (ed.), 2200 Citas de los escritos de Charles H. Spurgeon, Baker Books, ISBN 978-0-8010-5365-8
- Spurgeon, Charles Haddon (2009), La controversia "Down Grade". Materiales de fuentes originales, Pasadena, TX: Pilgrim Publications, p. 264, ISBN 978-1-56186211-5, archivado desde el original el 23 de junio de 2014